# Wandalin (województwo lubelskie)
Wandalin – wieś w Polsce położona w województwie lubelskim, w powiecie opolskim, w gminie Opole Lubelskie.
| SIMC    | Nazwa | Rodzaj    |
| ------- | ----- | --------- |
| 0388599 | Widły | część wsi |

W latach 1975–1998 miejscowość należała administracyjnie do województwa lubelskiego.
W pobliskim lesie znajduje się tzw. „grób nieznanego żołnierza” – w rzeczywistości mogiła Andrzeja Kłudki, rozstrzelanego 26 czerwca 1941 przez Niemców
Na terenie wsi utworzono dwa sołectwa Wandalin i Wandalin-Widły. Według Narodowego Spisu Powszechnego z roku 2011 wieś liczyła 723 mieszkańców.
W miejscowości urodził się współzałożyciel, perkusista i od 1997 lider Czerwonych Gitar Jerzy Skrzypczyk.

## Historia
Wandalin w XIX wieku, wieś w ówczesnym powiecie nowoaleksandryjskim (puławskim), gminie i parafii Rybitwy, posiadał w roku 1892 72 osady z gruntem 1419 mórg. Wieś należała do dóbr Józefów. Utworzona zapewne w drugiej połowie XIX wieku. w spisie z roku 1827 nie występuje.